# Висентинополис
Висентинополис (порт. Vicentinópolis) — муниципалитет в Бразилии. входит в штат Гояс. Составная часть мезорегиона Юг штата Гойас. Входит в экономико-статистический микрорегион Мея-Понти, который входит в Юг штата Гойас. Население составляет 6591 человек на 2006 год. Занимает площадь 737,251 км². Плотность населения — 8,9 чел./км².

## Статистика
- Валовой внутренний продукт на 2003 год составляет 69 885 087,00 реалов (данные: Бразильский институт географии и статистики).
- Валовой внутренний продукт на душу населения на 2003 год составляет 11 045,53 реалов (данные: Бразильский институт географии и статистики).
- Индекс развития человеческого потенциала на 2000 год составляет 0,773 (данные: Программа развития ООН).